# دامیانو زانون
دامیانو زانون (انگلیسی: Damiano Zanon؛ زادهٔ ۲ سپتامبر ۱۹۸۳) بازیکن فوتبال اهل ایتالیا است.
از باشگاه‌هایی که در آن بازی کرده‌است می‌توان به باشگاه فوتبال پروجا، باشگاه فوتبال فروزینونه، باشگاه فوتبال باری، باشگاه فوتبال دلفینو پسکارا، باشگاه فوتبال بنونتو، و باشگاه فوتبال ترنانا اشاره کرد.